# Fredrika Eleonora Stenbock
Fredrika Eleonora Stenbock, född 31 juli 1741 i Stockholm, död 10 maj 1820 i Norrköping, Östergötlands län, var en svensk grevinna och hovfunktionär.

## Biografi
Fredrika Eleonora Stenbock föddes 1741 i Stockholm. Hon var dotter till lagmannen greve Gustaf Leonard Stenbock och grevinnan Fredrika Eleonora Horn af Ekebyholm. Stenbock blev 10 juni 1757 hovfröken hos drottningen. Hon avled 1820 i Norrköping.

### Familj
Stenbock gifte sig 9 december 1762 i Stockholm med översten friherre Henrik Falkenberg af Trystorp (1721–1777).